# Hrvatska ženska nogometna reprezentacija do 17 godina
Hrvatska ženska nogometna reprezentacija za igračice do 17 godina starosti (U-17 W) se natječe od 2007. godine. Pod organizacijom je Hrvatskog nogometnog saveza.
Trenutačno je izbornik Ivica Milković.
Reprezentacija je do svibnja 2013. odigrala ukupno 22 službene utakmice, ostvarivši 4 pobjede, 6 neriješenih rezultata i 12 poraza, uz gol-razliku 23:58.

## Rekordi
| - - Najviše nastupa: - Vedrana Silović (12) - Ana Kovačević (12) - Mateja Bulut (12) - Martina Trkulja (11) - Sara Klarić (10) - Leonarda Balog (8) - Valentina Stipančević (8) |  | - - Najbolji strijelci: - Martina Šalek (4) - Vedrana Silović (3) - Perica Cicijelj (3) |

## Igrači
Zadnji put ažurirano 30. kolovoza 2022.
| A                    |
| Dora Adamović        |
| Leona Ahmeti         |
| Nela Andrić          |
| B                    |
| Klara Barišić        |
| Antonela Blažević    |
| Leona Branković      |
| C                    |
| Laura Ciglević       |
| Ena Čorak            |
| Sara Ćorić           |
| Patricija Crkvenčić  |
| Gabriela Cutura      |
| D                    |
| Helena Damjanović    |
| Lucija Domazet       |
| Valentina Dubravica  |
| F                    |
| Ana Filipović        |
| G                    |
| Mia Gavrić           |
| Stella Gotal         |
| Sara Grdić           |
| J                    |
| Ana Jakobašić        |
| K                    |
| Nikolina Klapan      |
| Josipa Knežević      |
| Kristiana Kolega     |
| Klara Kovačević      |
| L                    |
| Lana Lovrić          |
| M                    |
| Gabrijela Martinović |
| Jelena Matanić       |
| Petra Mikulica       |
| Mia Mišković         |
| Antonia Mišura       |
| N                    |
| Lana Novak           |
| P                    |
| Anja Prskalo         |
| S                    |
| Tea Šaban            |
| Karla Šabašov        |
| Katja Sedmak         |
| Carlotta Sesjak      |
| Paula Škrlec         |
| U                    |
| Lara Udović          |
| V                    |
| Nina Varga           |
| Tara Verbanac        |
| Danijela Vidović     |
| Paula Vidović        |
| Ana Višnjić          |
| Laura Vlastelica     |
| Tea Vračević         |
| Lucija Vunić         |
| Z                    |
| Barbara Živković     |
| Viktorija Žulj       |

## Vanjske poveznice
- Službene stranice HNS-a

| Nogomet u Hrvatskoj                                                           | Nogomet u Hrvatskoj |
| ----------------------------------------------------------------------------- | --- |
|                                                                               | |
| Hrvatski nogometni savez                                                      | |
|                                                                               | |
| Reprezentacije i selekcije                                                    | Muške reprezentacije "A" • "B" • do 23 • do 21 • do 20 • do 19 • do 18 • do 17 • do 16 • do 15 • do 14 Ženske reprezentacije "A" • do 19 • do 17 • do 15 Futsalske reprezentacije "A" • do 21 • do 19 Ostale selekcije beskućnička • gluhih • liječnička • policijska • romska • svećenička • veteranska • vojna |
|                                                                               | |
| Ligaška natjecanja                                                            | HNL • 1. NL • 2. NL • 3. NL • 4. HNL • 1. ŽNL • 2. ŽNL • 3. ŽNL • 4. ŽNL • Ligaški sustav |
|                                                                               | |
| Kup natjecanja                                                                | Hrvatski nogometni kup • Hrvatski nogometni superkup |
|                                                                               | |
| Natjecanja za mlađe selekcije                                                 | juniori (prvenstvo / kup) • kadeti (prvenstvo / kup) • pioniri (prvenstvo / kup) |
|                                                                               | |
| Natjecanja za veterane                                                        | nogometno prvenstvo veterana • dvoransko prvenstvo veterana |
|                                                                               | |
| Natjecanja za žene                                                            | 1. HNLŽ • 2. HNLŽ • HNK za žene • 1. HMNLŽ |
|                                                                               | |
| Malonogometna natjecanja                                                      | 1. HMNL • 2. HMNL • Malonogometni kup • Malonogometni superkup • 1. HMNLŽ • Dvoransko prvenstvo 1. HNL |
|                                                                               | |
| Nogomet u Hrvatskoj • Popis klubova • Popis nogometaša • Popis bivših klubova | |
| Muške reprezentacije                                                          | "A" • "B" • do 23 • do 21 • do 20 • do 19 • do 18 • do 17 • do 16 • do 15 • do 14 |
|                                                                               | |
| Ženske reprezentacije                                                         | "A" • do 19 • do 17 • do 15 |
|                                                                               | |
| Futsalske reprezentacije                                                      | "A" • do 21 • do 19 |
|                                                                               | |
| Ostale selekcije                                                              | beskućnička • gluhih • liječnička • policijska • romska • svećenička • veteranska • vojna |

| Muške reprezentacije     | "A" • "B" • do 23 • do 21 • do 20 • do 19 • do 18 • do 17 • do 16 • do 15 • do 14         |
|                          |                                                                                           |
| Ženske reprezentacije    | "A" • do 19 • do 17 • do 15                                                               |
|                          |                                                                                           |
| Futsalske reprezentacije | "A" • do 21 • do 19                                                                       |
|                          |                                                                                           |
| Ostale selekcije         | beskućnička • gluhih • liječnička • policijska • romska • svećenička • veteranska • vojna |

| Nogomet u Hrvatskoj                                                           | Nogomet u Hrvatskoj |
| ----------------------------------------------------------------------------- | --- |
|                                                                               | |
| Hrvatski nogometni savez                                                      | |
|                                                                               | |
| Reprezentacije i selekcije                                                    | Muške reprezentacije "A" • "B" • do 23 • do 21 • do 20 • do 19 • do 18 • do 17 • do 16 • do 15 • do 14 Ženske reprezentacije "A" • do 19 • do 17 • do 15 Futsalske reprezentacije "A" • do 21 • do 19 Ostale selekcije beskućnička • gluhih • liječnička • policijska • romska • svećenička • veteranska • vojna |
|                                                                               | |
| Ligaška natjecanja                                                            | HNL • 1. NL • 2. NL • 3. NL • 4. HNL • 1. ŽNL • 2. ŽNL • 3. ŽNL • 4. ŽNL • Ligaški sustav |
|                                                                               | |
| Kup natjecanja                                                                | Hrvatski nogometni kup • Hrvatski nogometni superkup |
|                                                                               | |
| Natjecanja za mlađe selekcije                                                 | juniori (prvenstvo / kup) • kadeti (prvenstvo / kup) • pioniri (prvenstvo / kup) |
|                                                                               | |
| Natjecanja za veterane                                                        | nogometno prvenstvo veterana • dvoransko prvenstvo veterana |
|                                                                               | |
| Natjecanja za žene                                                            | 1. HNLŽ • 2. HNLŽ • HNK za žene • 1. HMNLŽ |
|                                                                               | |
| Malonogometna natjecanja                                                      | 1. HMNL • 2. HMNL • Malonogometni kup • Malonogometni superkup • 1. HMNLŽ • Dvoransko prvenstvo 1. HNL |
|                                                                               | |
| Nogomet u Hrvatskoj • Popis klubova • Popis nogometaša • Popis bivših klubova | |
| Muške reprezentacije                                                          | "A" • "B" • do 23 • do 21 • do 20 • do 19 • do 18 • do 17 • do 16 • do 15 • do 14 |
|                                                                               | |
| Ženske reprezentacije                                                         | "A" • do 19 • do 17 • do 15 |
|                                                                               | |
| Futsalske reprezentacije                                                      | "A" • do 21 • do 19 |
|                                                                               | |
| Ostale selekcije                                                              | beskućnička • gluhih • liječnička • policijska • romska • svećenička • veteranska • vojna |

| Muške reprezentacije     | "A" • "B" • do 23 • do 21 • do 20 • do 19 • do 18 • do 17 • do 16 • do 15 • do 14         |
|                          |                                                                                           |
| Ženske reprezentacije    | "A" • do 19 • do 17 • do 15                                                               |
|                          |                                                                                           |
| Futsalske reprezentacije | "A" • do 21 • do 19                                                                       |
|                          |                                                                                           |
| Ostale selekcije         | beskućnička • gluhih • liječnička • policijska • romska • svećenička • veteranska • vojna |